# Biffy Clyro
Biffy Clyro ist eine schottische Band aus Ayrshire, die 1995 gegründet wurde.

## Geschichte

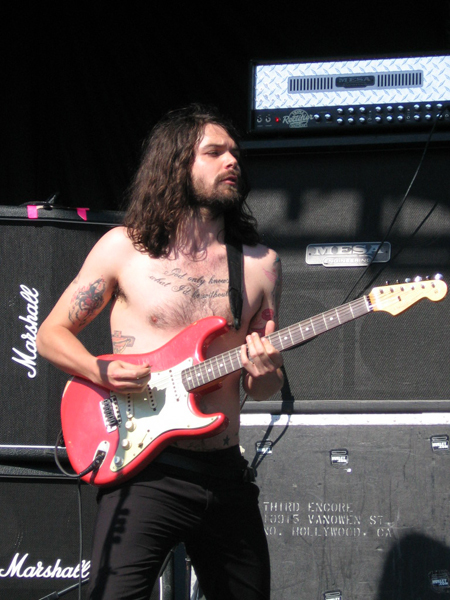
Simon Neil (2007)

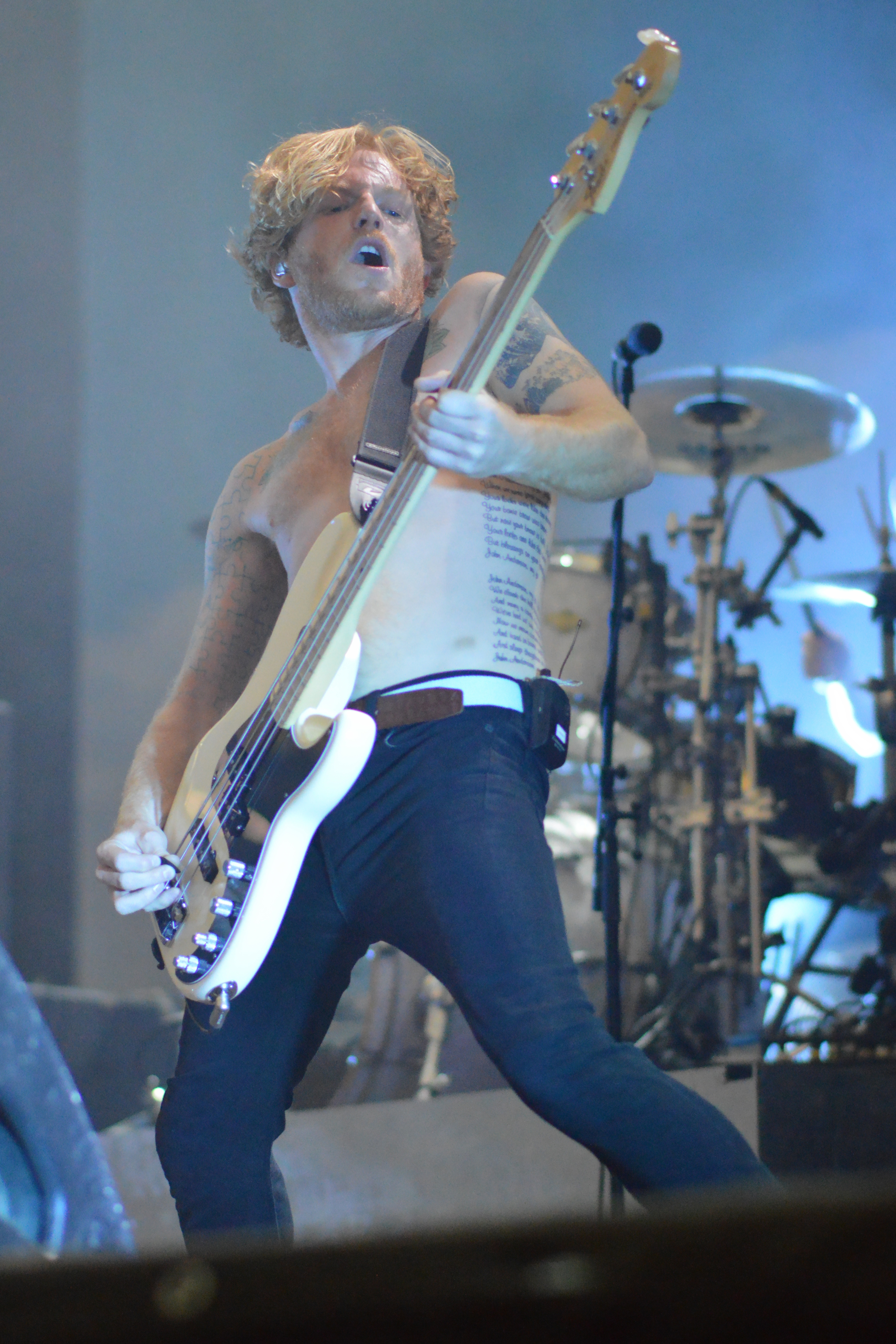
James Johnston (2013)

Zur Entstehung des Namens gibt es verschiedene Gerüchte. Simon Neil erklärte einmal, dass er in der Schule einen Kugelschreiber („biro-pen“) gehabt habe, auf dem Cliff Richard abgebildet gewesen sei. Scherzhaft nannten sie ihn den „Cliffy-Biro“. Durch Vertauschen der Anfangslaute seien sie dann auf ihren Bandnamen gekommen. Eine andere Erklärung ist, dass der Bandname ein Akronym von Big Imagination For Feeling Young ’Cos Life Yearns Real Optimism sei.
Nach den Alben Blackened Sky, The Vertigo of Bliss und Infinity Land, die alle von Chris Sheldon produziert wurden, betreute ihr Majordebüt Puzzle Garth 'GGGarth' Richardson, der auch schon Rage Against the Machine, Skunk Anansie und Chevelle produziert hatte. Im April 2009 begab sich das Trio nach Los Angeles, um dort sein fünftes Album Only Revolutions aufzunehmen. Am 28. Januar 2013 ist ihr sechstes Album Opposites, erschienen. Am 8. Juli 2016 erschien ihr siebtes Album Ellipsis; es landete, wie zuvor bereits Opposites, auf dem ersten Platz der britischen Albumcharts. Am 25. Mai 2018 erschien das Livealbum MTV Unplugged: Live at Roundhouse, London. Am 14. August 2020 erschien ihr achtes Album Celebration of Endings.
Biffy Clyro ist eng mit der ebenfalls aus Glasgow kommenden Band Aereogramme befreundet. Simon Neil und der Aereogramme-Drummer Martin Scott kennen sich bereits seit der Grundschule. Mit JP Reid von Sucioperro startete Simon Neil das Rockprojekt Marmaduke Duke.
Seit der Festivaltour 2010 wird Biffy Clyro live von Mike Vennart (ehemaliger Sänger und Gitarrist von Oceansize) an der zweiten Gitarre unterstützt. Seit 2012 spielt live zudem Richard "Gambler" Ingram (ebenfalls ehemaliger Gitarrist von Oceansize) Keyboard.

## Stil
Auf ihrem ersten Album Blackened Sky spielte Biffy Clyro einen Alternative-Rock, der stark von Bands wie Far beeinflusst war, und der auch schon früh mit US-amerikanischen Bands wie Jimmy Eat World verglichen wurde. Carsten Agthe vom Progressive-Rock-Magazin Eclipsed wählte für den Stil den Begriff „Popcore“ und fühlte sich an Fugazi und Jimmy Eat World erinnert. Mit ihrem zweiten Album The Vertigo of Bliss begann sie eine Veränderung ihres Stils in Richtung Progressive Rock. Agthe fand es „durchdachter und harmonischer“ als das Debüt. Er erkannte darin „Emo-, Art-, Post- und Alternativerock voller stilistischer Wendungen, überraschender Breaks und mehrstimmiger Gesangsharmonien“. Ab und zu klinge es punkig, dafür aber auch mal episch. Für ihn ergab sich dadurch „die perfekte Schnittstelle zwischen Mogwai und Pearl Jam“. Da dieses Album eher schwer zugänglich ist, ist es bei vielen Fans so verehrt wie umstritten. Ihr drittes Album, Infinity Land, führte die Entwicklung in Richtung Prog-Rock fort, hatte dabei aber nun wieder mehr Pop-Anklänge. Von Agthe wurde es als Emo-Rock klassifiziert. Er meinte, man wisse beim Anhören nicht unbedingt, was als Nächstes komme, denn auf „Technogeblubber“ folge eine „orgiastische Hard-Core-Attacke“, auf Reggae-Rhythmen von „irrwitzigen Breaks“ durchsetzter Alternative-Rock und so weiter.

## Diskografie
Studioalben

| Jahr | Titel Musiklabel                                      | Höchstplatzierung, Gesamtwochen, AuszeichnungChartplatzierungen (Jahr, Titel, Musiklabel, Platzierungen, Wochen, Auszeichnungen, Anmerkungen) | Höchstplatzierung, Gesamtwochen, AuszeichnungChartplatzierungen (Jahr, Titel, Musiklabel, Platzierungen, Wochen, Auszeichnungen, Anmerkungen) | Höchstplatzierung, Gesamtwochen, AuszeichnungChartplatzierungen (Jahr, Titel, Musiklabel, Platzierungen, Wochen, Auszeichnungen, Anmerkungen) | Höchstplatzierung, Gesamtwochen, AuszeichnungChartplatzierungen (Jahr, Titel, Musiklabel, Platzierungen, Wochen, Auszeichnungen, Anmerkungen) | Anmerkungen                            |
| Jahr | Titel Musiklabel                                      | DE | AT | CH | UK | Anmerkungen                            |
| ---- | ----------------------------------------------------- | --- | --- | --- | --- | -------------------------------------- |
| 2002 | Blackened Sky Beggars Banquet Records                 | — | — | — | UK78 Gold · (1 Wo.)UK | Erstveröffentlichung: 10. März 2002    |
| 2003 | The Vertigo of Bliss Beggars Banquet Records          | — | — | — | UK48 Silber · (1 Wo.)UK | Erstveröffentlichung: 16. Juni 2003    |
| 2004 | Infinity Land Beggars Banquet Records                 | — | — | — | UK47 Silber · (1 Wo.)UK | Erstveröffentlichung: 4. Oktober 2004  |
| 2007 | Puzzle 14th Floor Records                             | DE95 (1 Wo.)DE | — | — | UK2 Platin · (23 Wo.)UK | Erstveröffentlichung: 4. Juni 2007     |
| 2009 | Only Revolutions 14th Floor Records                   | DE65 (1 Wo.)DE | — | CH66 (2 Wo.)CH | UK3 ×2Doppelplatin · (101 Wo.)UK | Erstveröffentlichung: 9. November 2009 |
| 2013 | Opposites 14th Floor Records                          | DE5 Gold · (12 Wo.)DE | AT12 (3 Wo.)AT | CH2 (16 Wo.)CH | UK1 Platin · (41 Wo.)UK | Erstveröffentlichung: 28. Januar 2013  |
| 2016 | Ellipsis 14th Floor Records                           | DE1 (9 Wo.)DE | AT5 (4 Wo.)AT | CH1 (11 Wo.)CH | UK1 Gold · (29 Wo.)UK | Erstveröffentlichung: 8. Juli 2016     |
| 2020 | A Celebration of Endings 14th Floor Records           | DE4 (5 Wo.)DE | AT5 (2 Wo.)AT | CH4 (9 Wo.)CH | UK1 Silber · (7 Wo.)UK | Erstveröffentlichung: 14. August 2020  |
| 2021 | The Myth of the Happily Ever After 14th Floor Records | DE11 (2 Wo.)DE | AT19 (1 Wo.)AT | CH9 (3 Wo.)CH | UK4 (2 Wo.)UK | Erstveröffentlichung: 22. Oktober 2021 |

## Trivia
The Myth of the Happily Ever After enthält ein Stück, das von dem völlig erfolglosen Rennpferd Haru Urara inspiriert wurde, es handelt von Optimismus und Freude im Angesicht des Scheiterns.